# Борщевська волость
Борщевська волость — історична адміністративно-територіальна одиниця Коротояцького повіту Воронізької губернії з центром у селі Борщево.
Станом на 1885 рік складалася з 8 поселень, 3 сільських громад. Населення — 6768 осіб (3348 чоловічої статі та 3420 — жіночої), 1120 дворових господарств.
|                     | Площа, десятин | У тому числі орної, дес. |
| ------------------- | -------------- | ------------------------ |
| Сільських громад    | 17984          | 9490                     |
| Приватної власності | —              | —                        |
| Іншої власності     | 114            | 90                       |
| Загалом             | 18098          | 9580                     |

Найбільші поселення волості на 1880 рік:
- Боршево (Борщево) — колишнє державне село при річці Дон за 37 верст від повітового міста, 2949 осіб, 506 дворів, православна церква, школа, поштова станція, 4 лавки, 17 вітряних млинів, 2 ярмарки на рік.
- Архангельське (Голишевка) — колишнє державне село при річці Дон, 2228 осіб, 360 дворів, православна церква, 3 лавки.
- Камєнноверховське — колишнє державне село при річці Дон, 1402 особи, 234 двори, православна церква, лавка, 12 вітряних млинів.